# Blondelia breviceps
Blondelia breviceps är en tvåvingeart som beskrevs av Hiroshi Shima 1984. Blondelia breviceps ingår i släktet Blondelia och familjen parasitflugor. Inga underarter finns listade i Catalogue of Life.